# ستيفن هيلز
ستيفن هيلز (بالإنجليزية: Stephen Hills)‏ هو مهندس معماري أمريكي، ولد في 10 أغسطس 1771 في أشفورد في المملكة المتحدة، وتوفي في 17 أكتوبر 1844 في كولومبيا في الولايات المتحدة.